# Península del Labrador

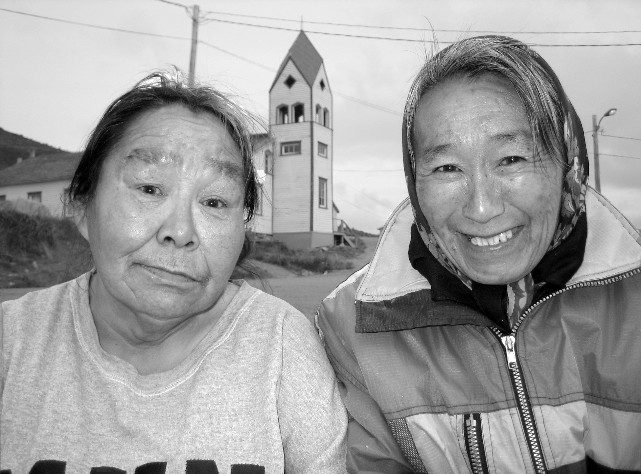
Dos dones del poble inuit en una imatge presa a Nain, a lla Península del Labrador.

La península del Labrador (en francès Péninsule du Labrador, en anglès Labrador Peninsula) és una gran península de l'est del Canadà. Està envoltada per la badia de Hudson a l'oest, l'estret de Hudson al nord, el mar de Labrador a l'est i el golf de Sant Llorenç al sud-est. La península inclou la regió de Labrador, que forma part de la província de Terranova i Labrador, i les regions de Saguenay–Lac-Saint-Jean, Côte-Nord i Nord-du-Québec, que es troben a la província de Quebec. Té una superfície d'1.400.000 km².

## Ubicació i geografia

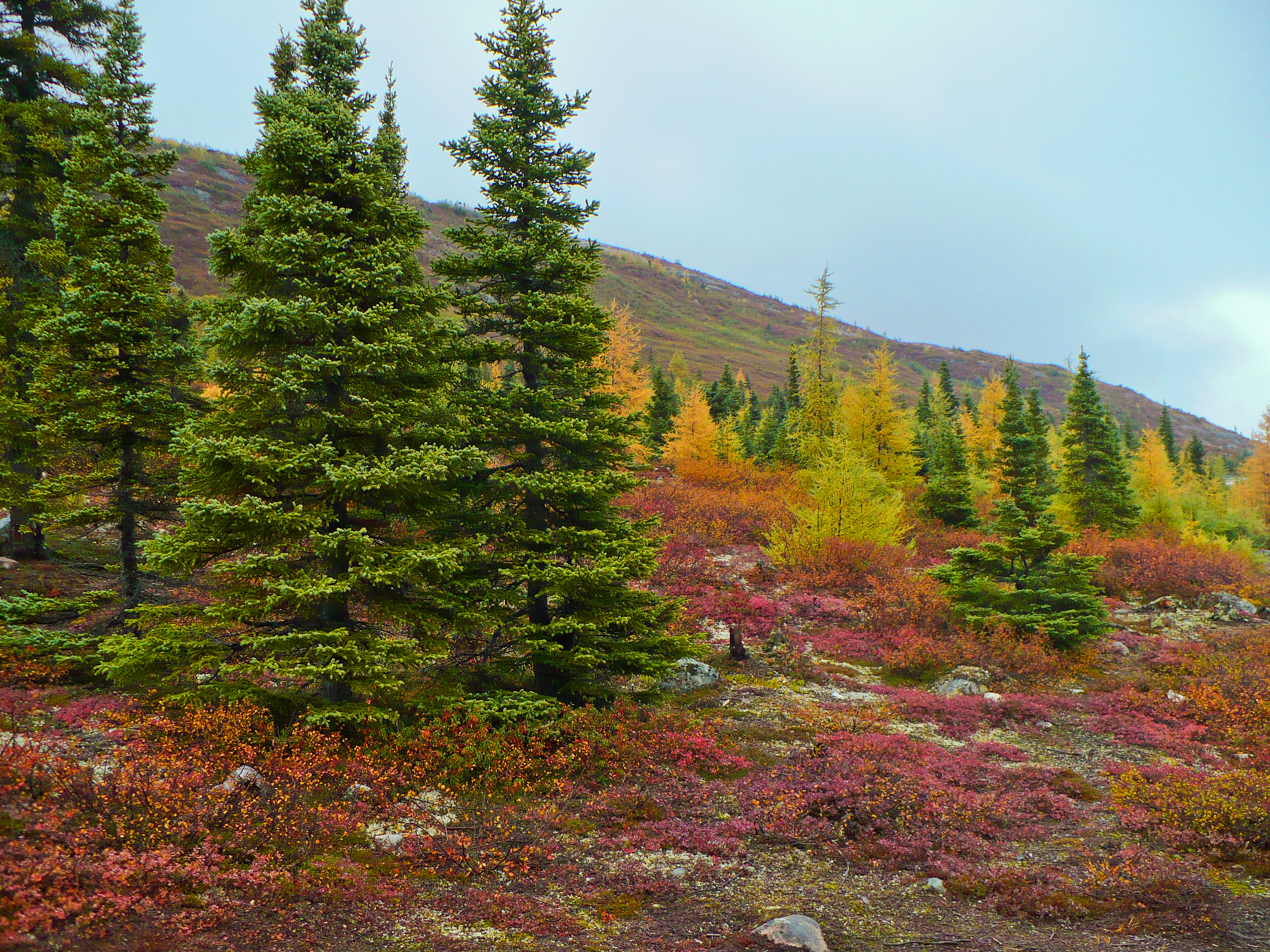
Un turó a Nain, a la costa est de la península, un dia de tardor de setembre de 2008

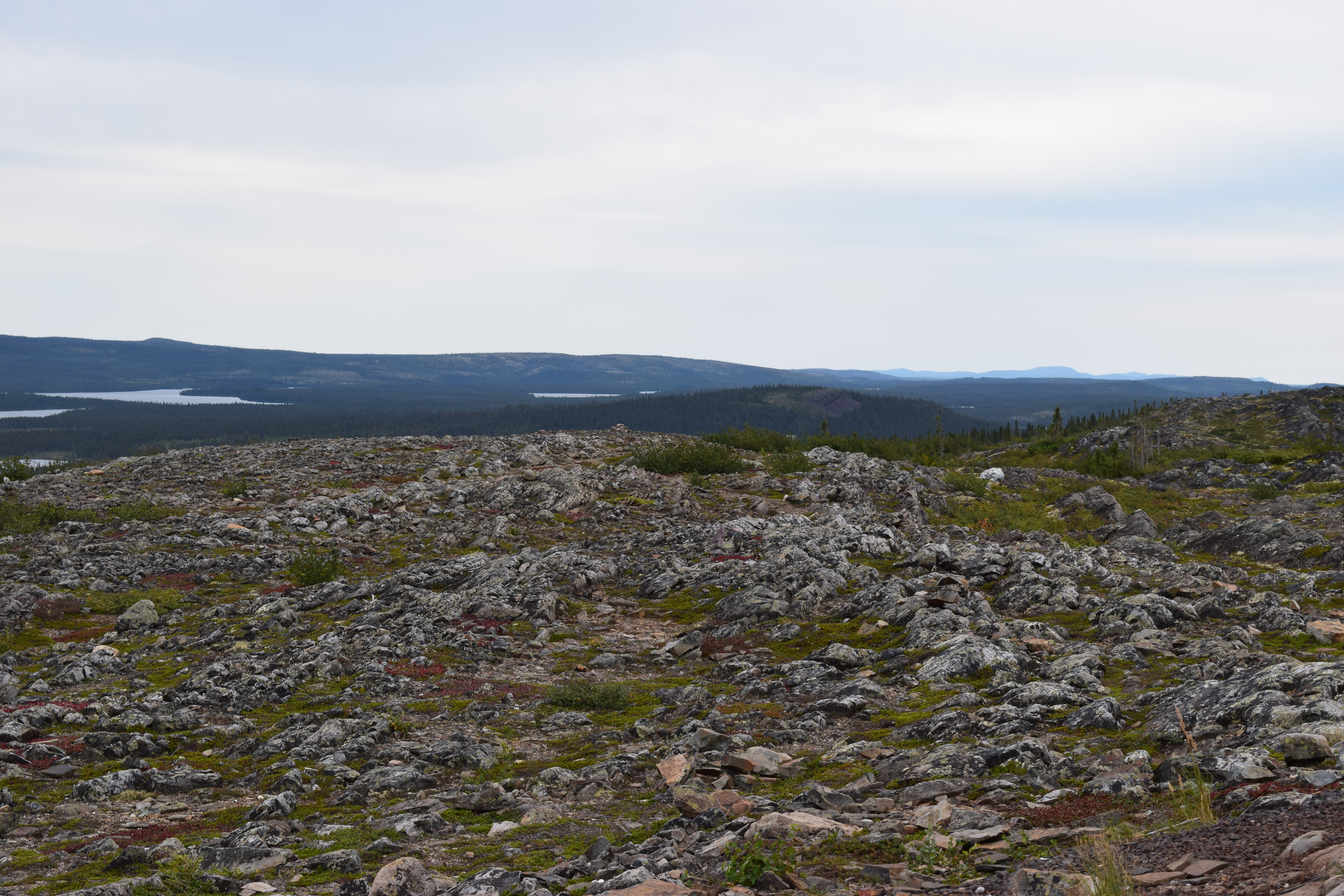
Paisatge típic de l'interior de la península de Labrador, presa a prop de Schefferville, al Quebec, l'estiu de 2021

La península està envoltada de mar per tots els costats, excepte pel sud-oest on s’eixampla cap al continent. La part nord-oest de la península del Labrador té la forma d'una península menor, la península d'Ungava, envoltada per la badia de Hudson, l'estret de Hudson i la badia d'Ungava. El punt més septentrional de la península d'Ungava, el cap Wolstenholme, també és el punt més septentrional de la península del Labrador i de la província de Quebec. La península és un altiplà travessat per nombroses valls fluvials. Hi ha diverses serralades, entre les quals destaquen les muntanyes Torngat, situades al nord de la península, que té en el Mont D'Iberville, de 1.652 metres, el punt més alt del Canadà continental a l'est d'Alberta. La muntanya es troba a la frontera dels parcs nacionals de les muntanyes Torngat i Kuururjuaq, en aquest darrer cas gestionat conjuntament pels inuits i el govern del Quebec.

### Hidrologia
Geològicament, la península del Labrador pertany a l'escut canadenc, un vast altiplà rocós amb una història de glaciació. Per això, la península té un gran nombre de llacs. Només la província de Quebec té més de mig milió de llacs de mida variable. La massa d'aigua més gran de la península és l'embassament de Smallwood, però el llac natural més gran és el llac Mistassini. La península compta amb nombrosos rius. El més llarg és el riu La Grande, de 900 km, que flueix cap a l'oest a través de gairebé la meitat de la península. Altres rius destacats són el riu Eastmain, el riu Rupert i el riu Churchill.

## Història

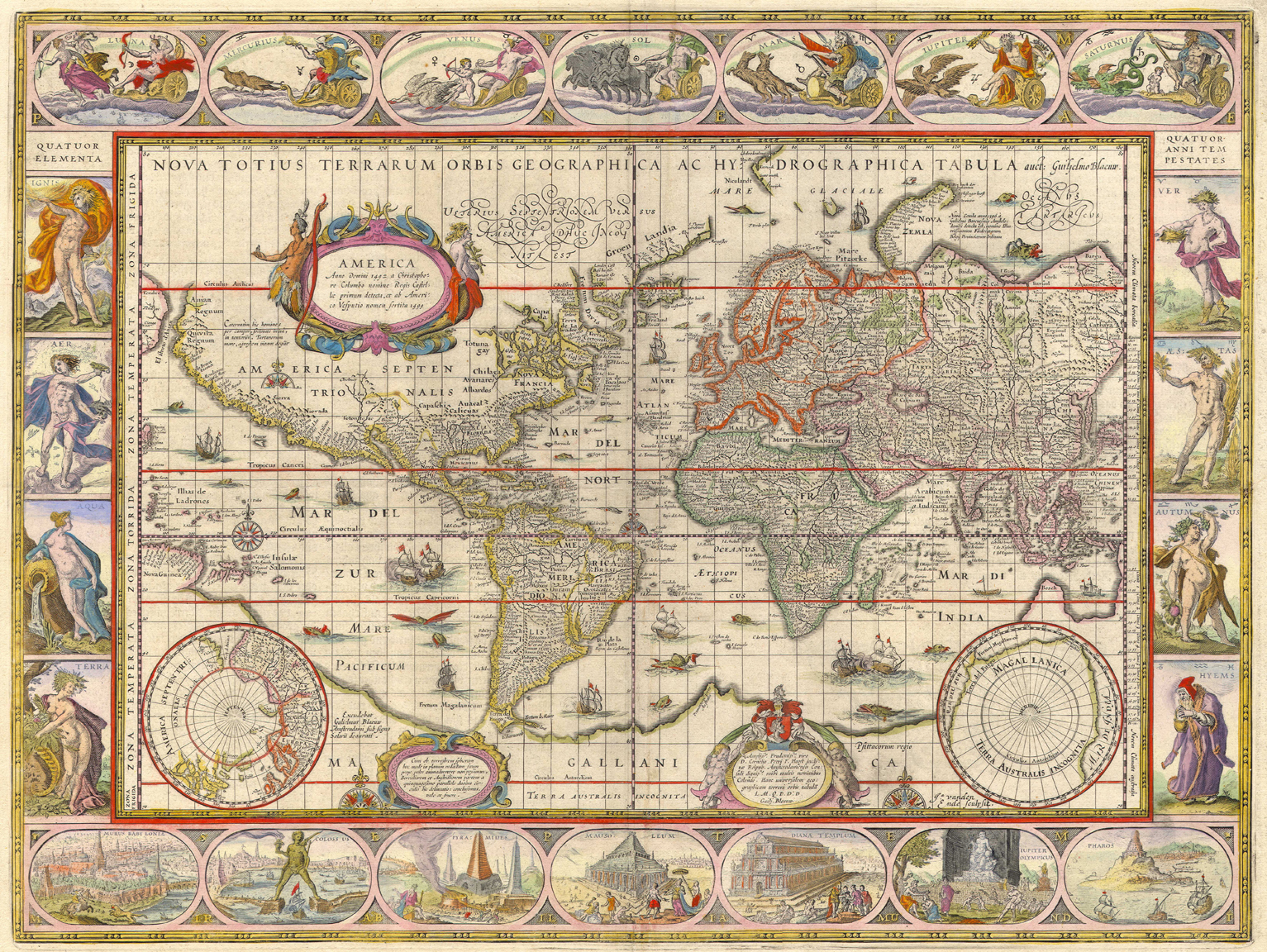
Mapa del món 1606–26 que mostra Terra de Labrador, Terra Corterealis i Terra Nova de Bacalhaus de la costa nord-est d'Amèrica del Nord.

### Edat antiga
Abans de l'arribada europea, la península estava habitada principalment per pobles cree, especialment la nació Innu a la zona sud-est de la península, que es referien al seu país com Nitassinan (ᓂᑕᔅᓯᓇᓐ), que significa "la nostra terra" en la llengua Innu. Altres pobles que habitaven la península eren els East Cree d'Eeyou Istchee, els Naskapi, així com els inuits de Nunavik, Nunatsiavut i NunatuKavut. La zona es va conèixer com a Markland en nòrdic groenlandès i els seus habitants eren coneguts com els Skræling.
Després dels nadius amerindis i inuit, els primers exploradors europeus de la costa de Labrador van ser els vikings noruecs, que van arribar de Groenlàndia sota el comandament de Leif Eriksson al voltant de l'any 1000 dC.

### Exploració europea
El primer (re)descobriment verificable de la península de Labrador van ser dues expedicions el 1497 i 1498 sota el comandament del mariner venecià Giovanni Caboto (John Cabot), que estava al servei d'Anglaterra, buscant la ruta marítima a la Xina, seguit d'una expedició portuguesa en 1499 João Fernandes, anomenat Lavrador i João Gonsales, de qui probablement deriva el nom (tots dos eren terratinents a les Açores), i que van declarar la regió possessió portuguesa després del Tractat de Tordesillas, que Portugal més tard no va perseguir. Van ser seguits per altres dos desembarcaments portuguesos sota Gaspar Corte-Real el 1500 i 1501.
S'accepta àmpliament que la península rep el nom de l'explorador portuguès João Fernandes Lavrador, el qual va obtenir una patent del rei Manuel I de Portugal el 1499 que li va donar el dret d'explorar la part de l'oceà Atlàntic corresponent al Tractat de Tordesillas. Juntament amb Pêro de Barcelos, va albirar el Labrador per primera vegada el 1498, i va traçar les costes del sud-oest de Groenlàndia i del nord-est de l’Amèrica del Nord. João Fernandes Lavrador, junt amb Pêro de Barcelos, van ser els primers occidentals en albirar la península, actualment anomenada precisament de Labrador, el 1498.
També hi ha hipòtesis i llegendes basades en proves circumstancials d'un descobriment fins i tot anterior a Cristòfol Colom el 1492, que no estan assegurades perquè les proves circumstancials també poden explicar-se d'una altra manera. El 1473, una expedició encarregada pels reis danesos, noruecs, suecs i portuguesos per a buscar la connexió amb Groenlàndia, que no s'havia utilitzat des d'aproximadament 1406, liderada per Didrik Pining (probablement de Hildesheim, llavors governador danès d'Islàndia entre 1478 i 1490), Hans Pothorst (també del nord d'Alemanya), el navegant Johannes Scolvus (d'origen molt discutit, potser polonès, potser danès, alguns van especular que es tractava del jove Colón) i l'enviat portuguès João Vaz Corte-Real (a partir de llavors, 1474-1496, governador portuguès de les Açores i Lavrador a Terceira) l'illa de Groenlàndia novament.
L'origen d'aquesta hipòtesi és que el sacerdot i historiador de les Açores Gaspar Frutuoso va escriure cap a 1590 que Corte-Real va rebre les seves possessions a les Açores en agraïment pel descobriment de Terra Nova do Bacalhau, que, segons mapes posteriors, va ser datat més prop de Terranova, però no apareix en els atles, que van ser redibuixats amb freqüència en l'època, fins a 1508 (després dels desembarcaments de Caboto, Fernandes Lavrador i Gaspar Corte-Real), l'afirmació és l'origen de la hipòtesi que aquesta expedició ja havia arribat a Labrador i Terranova.
Aquesta hipòtesi és especialment popular als països escandinaus, Alemanya, Portugal i Polònia. No obstant això, l'escriptura de donació a Corte-Real no esmenta aquest motiu, i molts historiadors creuen que Frutuoso, escrivint 120 anys després, va confondre les conseqüències d'aquest nomenament amb la causa. Amb la governació de Corte-Real, els viatges de cerca i descobriment portuguesos a l'Atlàntic nord-oest van començar després de 1474 en nom del rei portuguès, i van ser finançats i equipats per João Vaz Corte-Real i els seus fills. L'expedició de Fernandes i Gonsales el 1499 també va ser promoguda per la família Corte Real, i segons cartògrafs contemporanis i les autoritats duaneres del port de Bristol això es pot interpretar de forma que Fernandes Lavrador i Gonsales també havien pres part prèviament en l'Expedició anglesa dirigida per Cabot i això també els va inspirar a emprendre el seu viatge de descobriment.
L'any 1500 i novament el 1501, el propi fill de Gaspar Corte-Real va fer viatges de descobriment, i en el segon es va perdre. També va desaparèixer una expedició de cerca del seu germà Miguel Corte-Real el 1502, i el rei va prohibir una nova cerca del tercer germà Vasco Anes Corte-Real. Per tant, ni el nom Terra de Labrador, ni el nom alternatiu Terra Corterealis utilitzat fins al segle XVII, ni el nom portuguès de Terra Nova do Bacalhau de Terranova són evidència del descobriment portuguès el 1473, com creien els proponents.
El més probable és que el primer nom signifiqui Fernandes, tal vegada també Gonsales o Gaspar Corte-Real, el segon nom podria referir-se a un dels fills descobridors i el tercer nom només és detectable en fonts posteriors a 1500. Que Vasco Anes Corte-Real tenia drets familiars sobre Labrador (Terra Corterealis) tampoc prova pretensions des de 1473, perquè el rei havia concedit a Miguel Corte-Real el privilegi de la propietat privada dels descobriments. També les declaracions de l'arquebisbe i cartògraf suec Olaus Magnus sobre els descobriments de Pining i Pothorst (“alta muntanya, anomenada Hvitsark”, “entre Islàndia i Groenlàndia”) i l'alcalde de Kiel Carsten Grypp (“nye insulen und lande”, inclòs el "Klippen Wydtszerk vor Gronlandth") en el context probablement es refereix a regions i illes en la costa del fiord de Groenlàndia. En opinió de la majoria dels historiadors, l'evidència en fonts més recents, que encara no estan tan fortament influenciades per malentesos i llegendes, no és suficient per a determinar si l'expedició de 1473 va veureaconseguir albirar altres països a banda de Groenlàndia.
Atès que l'illa de Groenlàndia (geogràficament part d'Amèrica i no gaire allunyada del continent) sempre va ser coneguda als països escandinaus medievals, on va viure una petita població escandinava fins al segle xv, és possible que en el nord-oest d'Europa es transmetessin llegendes per donar explicació de les terres de més enllà de Groenlàndia, com les sagues islandeses supervivents de Vinland. Aquestes llegendes i contactes amb Groenlàndia fan que no es descartin albiraments o desembarcaments individuals en l'Edat mitjana a Labrador. Alguns experts apunten que a més dels navegants escandinaus-islandesos-groenlandesos, els pescadors bascos que van navegar molt lluny a l'Atlàntic Nord podrien haver-se acostat al continent americà. No obstant això, els primers desembarcaments europeus inequívocament provats després de Leif Eriksson a Labrador i Terranova són els de Cabot en 1497 i 1498, de Fernandes Lavrador i Gonsales en 1499 i de Gaspar Corte-Real en 1500 i 1501.

## Cultura
Hi conviuen les cultures dels inuit, els innu, els métis i els colons o pobladors d'origen forà. Les tres primeres denominacions es refereixen als pobles aborígens. També hi ha presència francesa, per la proximitat al Quebec. Els pobles aborígens han hagut de lluitar sempre per tenir un reconeixement ple, i perquè la seva història s'investigui i es reparin els danys que han patit al llarg dels anys i hi hagi un reconeixement ple de la seva llengua i cultura.